# 木下崇俊
木下 崇俊（きのした たかとし、1934年〈昭和9年〉2月21日 - 2022年〈令和4年〉4月4日）は、豊後国日出藩木下家第19代当主。
神奈川県川崎市に在住していた。

## 概要・経歴
子爵・木下俊煕の長男として誕生。東京で育つ。
学習院大学を卒業。上皇明仁とは学友であった。
東京交通会館で勤務していたが、崇俊の姉の夫が恵比寿駅前で創業した、パチンコ店「恵比寿会館」に義兄に誘われ入社。常務取締役に就任したが、当初は店員として店で勤務をしていた。その後監査役等を務める。
また旧領の大分県速見郡日出町を年に3回訪問しており、晩年まで地元の人たちからは「殿」の愛称で親しまれた。
2022年4月に川崎市内の病院で死去。享年88。

## 人物
- 前述の通り、上皇明仁とは学習院時代の学友で、後年まで親交があった[5]。また当時は皇族でもあった、小室眞子とも面識がある[5]。
- 日出町にある旧家臣団の会には106人の会員がいる[7]。

## 系譜
- 祖父：木下俊哲
- 父：木下俊煕